# Мегавиверження Флегрейських полів
.

Схема плінійського виверження

Мегавиверження Флегрейських полів — потужне вулканічне виверження, що сталося 40 тисяч років тому. Збіглося у часі з виверженнями вулканів Казбек на Кавказі і Свята Анна у Південних Карпатах. За версією сейсмологів і палеокліматологів, стало однією з причин «вулканічної зими». За однією з версій, неандертальці могли вимерти протягом цієї зими, спричиненої тим, що в атмосферу піднялася велика кількість викидів з вулканів.

## Опис події
Флегрейські поля — великий вулканічний район, розташований на північний захід від Неаполя (Італія) на березі затоки Поццуолі (італ. Golfo di Pozzuoli), обмеженої з заходу мисом Мізено (італ. Capo Miseno), а зі сходу — мисом Посілліпо (італ. Capo Posillipo), в свою чергу є північною бухтою  Неаполітанської затоки. Сюди ж відноситься і прибережна смуга Тірренського моря поблизу Кум, а також острова Нізида, Прочіда, Віваро і Іск'я. Поля займають площу орієнтовно 10×10 км.

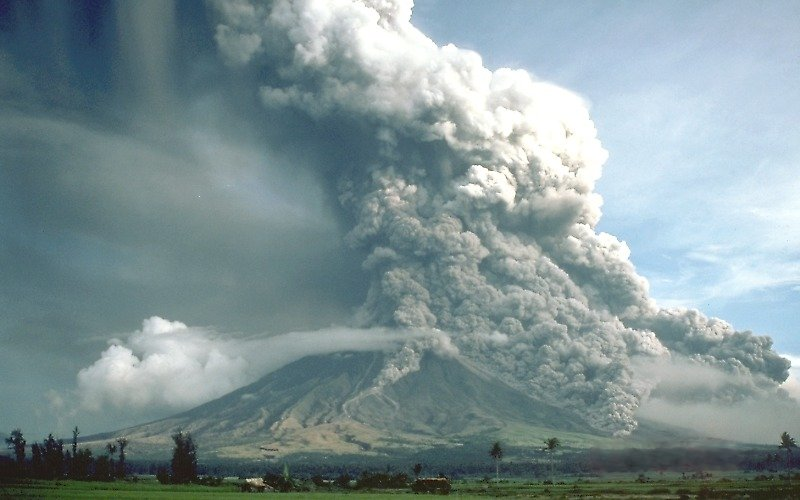
Пірокластичні потоки

Мегавиверження складалося з двох фаз. В результаті першої фази викиди твердих частинок склали 50 км³. Подальша фаза викинула в атмосферу понад 450 км³. Загальний обсяг частинок перевищив 500 км³. Над  Європою збільшилася кількість сірки, вона поглинала і розсіювала сонячне світло. Температура впала на 5-10 градусів Цельсія. Вулканічні викиди, поступово осідаючи, залишили після себе слід, який у формі клина простягнувся від Південної Італії на Північний Схід до Південного Уралу. Порода покрила шаром попелу понад 1,1 млн км³. Порушеними виявилися в тому числі Причорномор'я і Каспійське море. Від Південної Італії до Румунії шар попелу досягав 1 м. Згідно зі  шкалою вулканічної активності, виверження Флегрейських полів мало 7 балів з 8 можливих.
Попіл, укупі з пониженням температури, викликав пригнічення рослинності. Далі були роки, коли не було навіть помірного річного потепління. Рослини повністю перестали рости; без сонячного світла в достатній кількості фотосинтез припинився. Тварини, які змогли вижити після виверження, масово мігрували з величезних просторів від Італії до Приуралля. Дане виверження стало найсильнішим в Європі за період в 200 тисяч років.

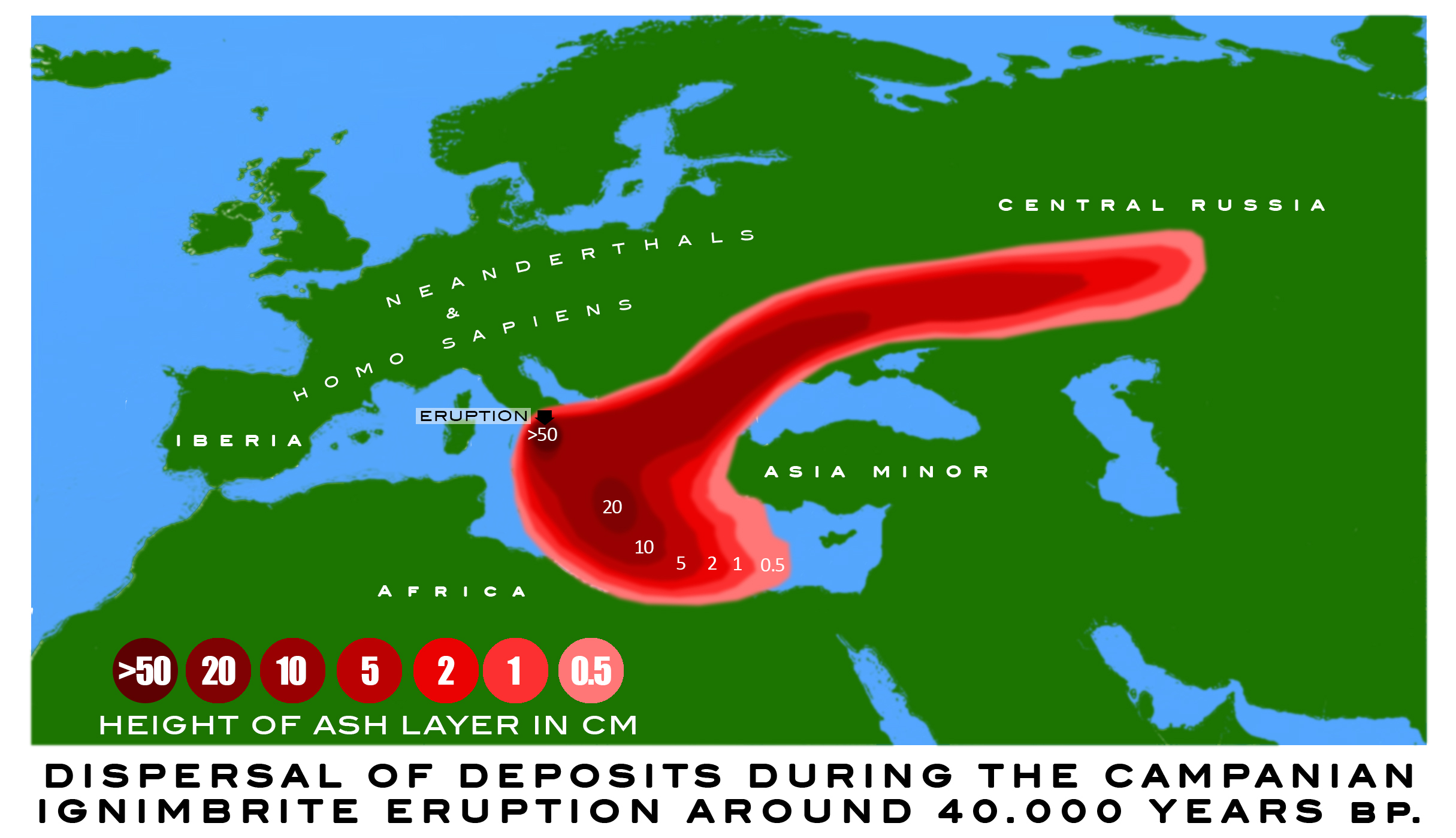
Наслідки виверження

За однією з версій, висунутих антропологами, виверження могло стати або головною, або однією з головних причин вимирання неандертальців. Початок вулканічної зими застав популяцію неандертальців, що знаходилася в Європі, в тому стані, коли тварини, на яких вони полювали, пішли з великих площ. Неандертальці були орієнтовані саме на споживання м'яса, полювання, вони не знали землеробства і не вміли прогодувати себе без наявності травоїдних тварин. Рештки двох неандертальців, виявлені в  Мезмайській печері, дали ряд цінних відомостей. Вони полювали на чотири види бізонів. Після другого циклу вивержень підвищився вміст шкідливих речовин в ґрунті і атмосфері, аналізи кісток показують, що норма була перевищена у декілька разів. Різко погіршилася екологія, зникли тварини, в аналізах відкладень за цей період відсутній пилок рослин.

#### Ресурси Інтернету

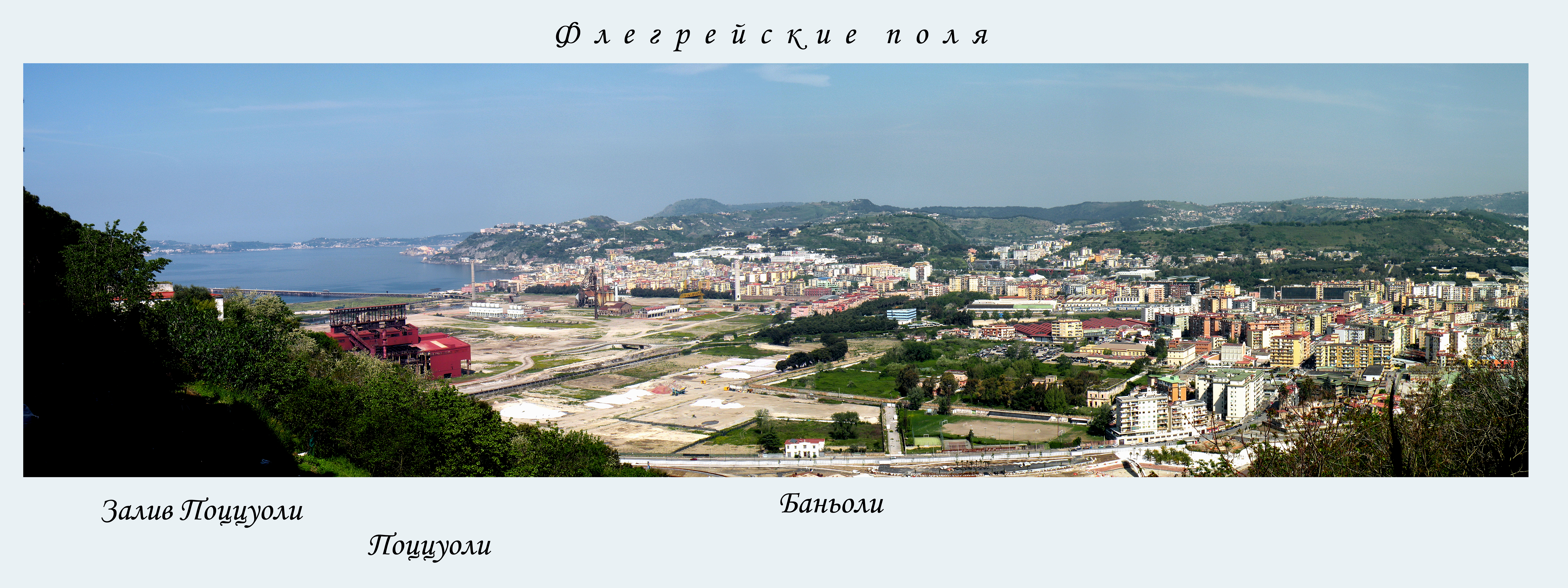
Північно-західний район Неаполя і Флегрейські поля

- Supercomputing Super Eruptions at BSC [Архівовано 9 червня 2018 у Wayback Machine.]
- New Data on Volcanic Ash Dispersal and Its Potential Impact … [Архівовано 21 січня 2022 у Wayback Machine.]